# Deonte Burton (baloncestista de 1994)
Deonte DeAngelo Burton (Milwaukee, Wisconsin, 31 de enero de 1994) es un baloncestista estadounidense que pertenece a la plantilla del Busan KCC Egis de la KBL coreana. Con 1,96 metros de estatura, juega en la posición de escolta. 

## Trayectoria deportiva

### Universidad
Jugó su temporada freshman con los Golden Eagles de la Universidad Marquette, en la que promedió 6,9 puntos, 2,2 rebotes y 1,1 robos de balón por partido. Fue incluido en el mejor quinteto de rookies de la Big East Conference. Tras disputar sólo ocho partidos de la siguiente temporada, pidió ser transferido a los Cyclones de la Universidad Estatal de Iowa, tras el fallecimiento de su madre, para poder estar más cerca de su familia.
En los Cyclones jugó dos temporadas más, en las que promedió 10,4 puntos, 4,0 rebotes, 1,1 asistencias y 1,4 robos de balón. Fue elegido debutante del año de la Big 12 Conference en su primera temporada, e incluido en el segundo mejor quinteto de la conferencia en la segunda.

#### Estadísticas
| Año     | Equipo     | PJ  | PT | MPP  | %TC  | %3P  | %TL  | RPP | APP | ROB | TPP | PPP  |
| ------- | ---------- | --- | -- | ---- | ---- | ---- | ---- | --- | --- | --- | --- | ---- |
| 2013–14 | Marquette  | 32  | 3  | 12.6 | .477 | .500 | .647 | 2.2 | 0.5 | 1.1 | 0.4 | 6.9  |
| 2014–15 | Marquette  | 8   | 8  | 16.1 | .500 | .400 | .765 | 1.4 | 0.3 | 1.3 | 0.4 | 6.4  |
| 2015–16 | Iowa State | 26  | 7  | 18.8 | .533 | .474 | .635 | 3.9 | 1.0 | 0.9 | 0.6 | 9.7  |
| 2016–17 | Iowa State | 35  | 35 | 29.5 | .456 | .375 | .675 | 6.2 | 1.8 | 1.7 | 1.4 | 15.1 |
| Total   | Total      | 101 | 53 | 20.3 | .478 | .405 | .664 | 4.0 | 1.1 | 1.3 | 0.8 | 10.4 |

### Profesional
Tras no ser elegido en el Draft de la NBA de 2017, disputó la NBA Summer League con Minnesota Timberwolves, jugando cinco partidos en los que promedió 2,8 puntos y 2,0 rebotes. Llegó a firmar con los Wolves, pero fue descartado en la pretemporada, tras lo cual fichó por los Wonju DB Promy de la Liga de Corea. Allí jugó una temporada en la que promedió 23,8 puntos y 8,7 rebotes por partido.
El 7 de julio firmó un contrato dual con los Oklahoma City Thunder de la NBA y su filial de la G League, los Oklahoma City Blue.
El 21 de diciembre de 2021 fue adquirido por los Maine Celtics de la NBA G League.
El 3 de noviembre de 2022 fue incluido en la lista de la noche de apertura de los Stockton Kings. El 30 de enero de 2023, firmó un contrato de 10 días con los Sacramento Kings de la NBA. Pero tras dos encuentros, el 8 de febrero, es cortado por los Kings, regresando a los Stockton.
El 26 de abril de 2024 firmó con los Mets de Guaynabo del Baloncesto Superior Nacional de Puerto Rico..

## Estadísticas de su carrera en la NBA

### Temporada regular
| Año     | Equipo        | PJ | PT | MPP | %TC  | %3P  | %TL  | RPP | APP | ROB | TPP | PPP |
| ------- | ------------- | -- | -- | --- | ---- | ---- | ---- | --- | --- | --- | --- | --- |
| 2018-19 | Oklahoma City | 32 | 0  | 7.5 | .402 | .296 | .667 | .9  | .3  | .2  | .3  | 2.6 |
| 2019-20 | Oklahoma City | 39 | 0  | 9.1 | .344 | .189 | .571 | 1.5 | .4  | .2  | .3  | 2.7 |
| 2022-23 | Sacramento    | 2  | 0  | 3.0 | .000 | .000 | —    | .0  | .0  | .0  | .0  | .0  |
| Total   | Total         | 73 | 0  | 8.2 | .364 | .222 | .615 | 1.2 | .4  | .2  | .2  | 2.5 |

### Playoffs
| Año   | Equipo        | PJ | PT | MPP | %TC  | %3P  | %TL | RPP | APP | ROB | TPP | PPP |
| ----- | ------------- | -- | -- | --- | ---- | ---- | --- | --- | --- | --- | --- | --- |
| 2019  | Oklahoma City | 3  | 0  | 1.3 | .200 | .000 | —   | .7  | .0  | .0  | .0  | .7  |
| 2020  | Oklahoma City | 1  | 0  | 2.0 | —    | —    | —   | .0  | .0  | .0  | .0  | .0  |
| Total | Total         | 4  | 0  | 1.5 | .200 | .000 | —   | .5  | .0  | .0  | .0  | .5  |